# NHM-kod
NHM-kod, Nomenclature Harmonisée Marchandises (harmoniserad godsförteckning), är ett nummer för klassificering av olika slag av gods, som transporteras på järnväg. Numren tilldelas av UIC, och listas i bilaga C till normblad 221.
Ett fullständigt nummer består av 8 siffror, som i vissa transportdokument kan reduceras till 6. Om man inte känner till de utelämnade siffrorna, kan de vid behov markeras med plus-tecken (+).
NHM-koden avviker i somliga fall från principerna i RID/RID-S, som gäller transport av farligt gods. I dessa fall kan man tvingas att för en och samma vara ange mer än ett NHM-nummer.